# زندگی‌های خطرناک پسران آلتر
زندگی‌های خطرناک پسران آلتر فیلمی به کارگردانی پیتر کیر محصول سال ۲۰۰۲ با بازی امیل هرش، جودی فاستر و کیریک کولکین است.